# گملنگ رازی
گملنگ رازی (به لاتین: Gamlang Razi) یک کوه در میانمار است که در ایالت کاچین واقع شده‌است. گملنگ رازی ۵٬۸۷۰ متر بالاتر از سطح دریا واقع شده‌است.